# William Fowler

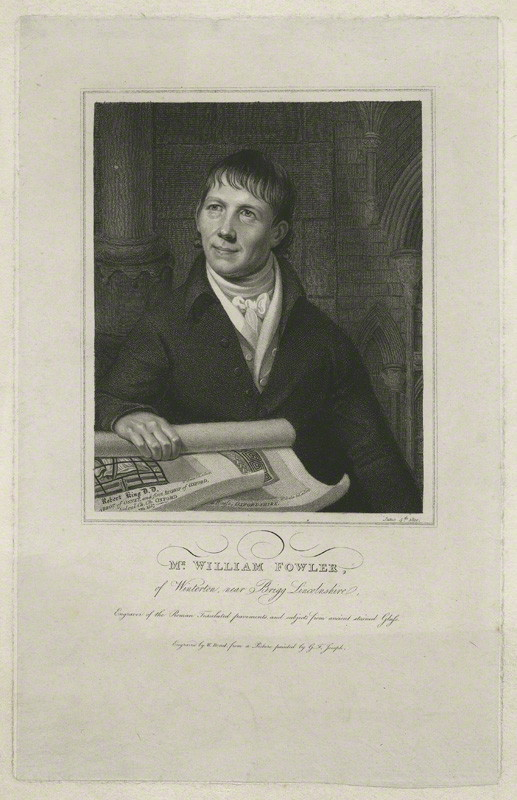
Retrato de William Fowler (gravado por William Bond a partir de uma pintura de George Francis Joseph).

William Fowler (Winterton, Lincolnshire, 12 de Março de 1761 — Winterton, 22 de Setembro de 1832) foi um artista gráfico inglês que se destacou pelas suas gravuras reproduzindo pavimentos romanos encontrados em escavações feitas na Grã-Bretanha.

## Biografia
Fowler nasceu em Winterton, Lincolnshire a 12 de março de 1761, filho de Joseph Fowler, um construtor em "The Chains" na West Street. Decidido a seguir a profissão paterna, formou-se em arquitectura e instalou-se como construtor em Winterton. 
Por volta de 1796 fez desenhos reproduzindo alguns mosaicos romanos descobertas na região de Winterton e entregou-os em Londres a um seu cunhado para ali serem gravados. Dedicou-se então ao estudo do processo da gravura em metal com recurso a placa de cobre, e em abril de 1799 produziu a sua própria gravura colorida de um pavimento romano encontrado em Roxby, Lincolnshire. Entre 1799 e 1829 publicou três volumes de gravuras coloridas de vinte e cinco pavimentos, trinta e nove peças de vidro pintado, cinco latões e placas entalhadas, quatro fontes e oito temas diversos. Também criou, pelo menos, vinte e nove gravuras inéditas, a maioria dos objetos da Antiguidade Clássica europeia. Muitas das suas gravuras foram publicados acompanhada por rebordos impressos.
Travou conhecimento com Sir Walter Scott e outras celebridades, e foi apresentado em pelo menos uma ocasião à família real no Castelo de Windsor. Alguns de seus trabalhos podem ser vistos no North Lincolnshire Museum, em Scunthorpe, e na Baysgarth House Museum, em Barton-on-Humber.
Sir Joseph Banks disse dele: "Outros têm-nos mostrado o que eles pensaram que esses vestígios deveriam ter sido, mas Fowler tem-nos mostrado o que são, e é isso que nós queremos". O Dictionary of National Biography afirma que os seus trabalhos se distinguem por uma estrita fidelidade, notável ao tempo. Sempre que possível, trabalhou a partir de traçados, decalques e outras formas de reprodução file dos originais. Afirma-se que foi o primeiro a introduzir as linhas de chumbo em representações de vidro pintado.
Conhece-se um seu retrato, executado por William Bond a partir de uma pintura de George Francis Joseph, A.R.A., datado de 4 de Junho de 1810.
Fowler, apesar de membro da Igreja Anglicana, era também ‘class-leader’ entre os Metodistas.
Faleceu a 22 de Setembro de 1832, e foi enterrado em Winterton sob uma laje cruciforme. 

## Prédios e obras arquitetônicas por William Fowler
A maior parte das informações sobre os edifícios e os trabalhos de renovação de Fowler vem de The Correspondence of William Fowler, que foi publicado em particular por seu neto em 1907. 

### Trabalho de renovação para igrejas
- Manton. Lincolnshire. 1809.
- Appleby 1820-3
- Winteringham 1827.
- Adlingfleet, Yorkshire.

### Casas
- Cleatham Hall Coach House. 1802.
- Reitoria Leadenham. Lincolnshire 1821–3.
- A Reitoria, Caythorpe, Lincolnshire. Possivelmente reformado por Fowler para o Rev. George Woodcock em 1827. Plano com alpendre central de dois andares e meio. No jardim uma casa de jardim com ameias góticas.
- Gate Burton Hall 1824–187.
- Vicarage de Messingham, Lincolnshire. 1813–18.
- Quinta de Roxby Low Rise
- Subdeanery, Minster Yard, Lincoln. c. 1813.
- Appleby Hall 'Lincolnshire 1821-3. Agora demolido.
- Winterton * The Chains ou “Gothic Cottage”, West Street ,. 1827–8. Construído por Fowler para si mesmo. A casa rebocada tem uma vaga central baixa ladeada por vãos de três andares, cujos andares superiores se projetam sobre molhes côncavos. Essas saliências foram parcialmente construídas para fornecer mais suporte.
- Appleby Spring Wood House, 1823. Esta casa foi atribuída a Fowler ou a seu filho Joseph. Um pavilhão de caça gótico acastelado, com asas flanqueando uma peça central inclinada. No interior, encontra-se uma sala octogonal conhecida como refeitório, com abóbada de gesso e mobília gótica original. Está listado como Grau II.

### Outras construções
- Escola Nacional de Newark, Nottinghamshire. agora a Mount School.
- Biblioteca de assinaturas e sala de leitura de Newark, Market Place.